# Ньондро
Ньондро (тиб. Вайлі: sngon ‘gro, вимовляється «ньондро») — складова підготовчих або базових практик, загальних для усіх чотирьох шкіл Тибетського буддизму, а також для Бон. Тибетський термін «ньондро» буквально означає «те, що передує, попереднє». Підготовчі практики закладають основу для більш просунутих садхан Ваджраяни, котрі спрямовують до Звільнення та Просвітлення.
Зовнішні та внутрішні підготовчі практики.
Загалом підготовчі практики поділяють на дві частини або два різновиди: перші є загальним, або звичайним різновидом підготовчих практик, а другі — особливим різновидом.
Загальні, або звичайні підготовчі практики часто розглядають як «чотири думки, що звертають розум до Дхарми».
Вони складаються з роздумів, або медитацій, на:
1. Свободи та переваги дорогоцінного людського народження
2. Істину про непостійність та мінливість
3. Дію карми
4. Страждання істот у Сансарі

Спеціальна або особлива частина підготовчих практик складається з:
1. Прийняття Прихистку у Трьох Коштовностях з виконанням 111 111 простягань (очищення від гордощів)
2. Розвиток Бодгічітти (очищує від ревнощів та заздрощів). Іноді це включають до першої практики.
3. 111 111 повторювань стоскладової мантри Ваджрасатви (очищує від ненависті/відрази)
4. 111 111 підношень мандали (очищує від прив'язаності)
5. 111 111 повторювань практики гуру-йоги (очищує від заплутаності)

Це дуже потужні практики, які очищують негативну карму та накопичують заслугу. Традиційно практика ньондро виконується тим, хто прямує до Просвітлення задля блага усіх істот. Таким чином, заслуга від виконання практик присвячується усім істотам.
Практики варіюються залежно від школи та від настанов конкретного вчителя.